# Pantalán flotante
Un pantalán flotante es una plataforma o rampa sostenida por pontones. Generalmente se une a la orilla mediante una pasarela. El muelle se mantiene generalmente en su lugar mediante postes verticales denominados pilotes, que están incrustados en el fondo marino o mediante cables anclados. Utilizado frecuentemente en puertos deportivos, este tipo de muelle mantiene una relación vertical fija con las embarcaciones aseguradas a él, independientemente de la elevación de las mareas, del río o del lago. El ángulo de la pasarela varía con el nivel del agua.

## Pontón Braby
El «pontón Braby» era el nombre que se le daba a un tipo de pantalán flotante utilizado por hidroaviones en Australia y Nueva Zelanda desde 1939 a la década de 1950. Frederick Braby and Company era un fabricante británico de tanques y silos, puentes Bailey y pontones. El nombre Braby también se atribuyó al tipo general de pontón fabricado con tanques de barco, independientemente de si fueron fabricados por Frederick Braby and Company o no. Dos descripciones de 1939 de un pontón Braby en Auckland afirmaban:
En Auckland se utilizará un nuevo tipo de pantalán flotante para el atraque de los hidroaviones. El señor Turnill declaró esta mañana que este tipo se conoce como "pontón Braby" y que anteriormente sólo se había utilizado en Southampton . Se ha probado bien allí y se ha comprobado que es muy satisfactorio. Consta de dos tramos gemelos unidos en un arco bajo el agua.
y
El pontón, con forma de U, se asemeja a un pantalán flotante en miniatura y consta de dos cubiertas paralelas unidas por un marco sumergido. Los tanques proporcionan la flotabilidad necesaria. Una vez el hidroavión ha aterrizado, la tripulación de tierra lo coloca en posición y lo arrastra con la cola hacia el pontón, quedando en reposo con el casco entre las dos secciones de la cubierta y por encima del marco sumergido. Los topes inflados en el borde interior de la cubierta evitan que el delicado casco se dañe.
Un pontón Braby construido en la bahía Evans en Wellington, Nueva Zelanda en el año 1951, constaba de 124 grandes tanques cuadrados de acero conectados entre sí y lastrados con agua y óleo. El pontón tenía forma de U y 110 pies (33,5 m) de largo y 74 pies (22,6 m) de ancho. Los hidroaviones eran izados con la cola primero en forma de U para que los pasajeros pudieran subir al pantalán hecho de pontones.

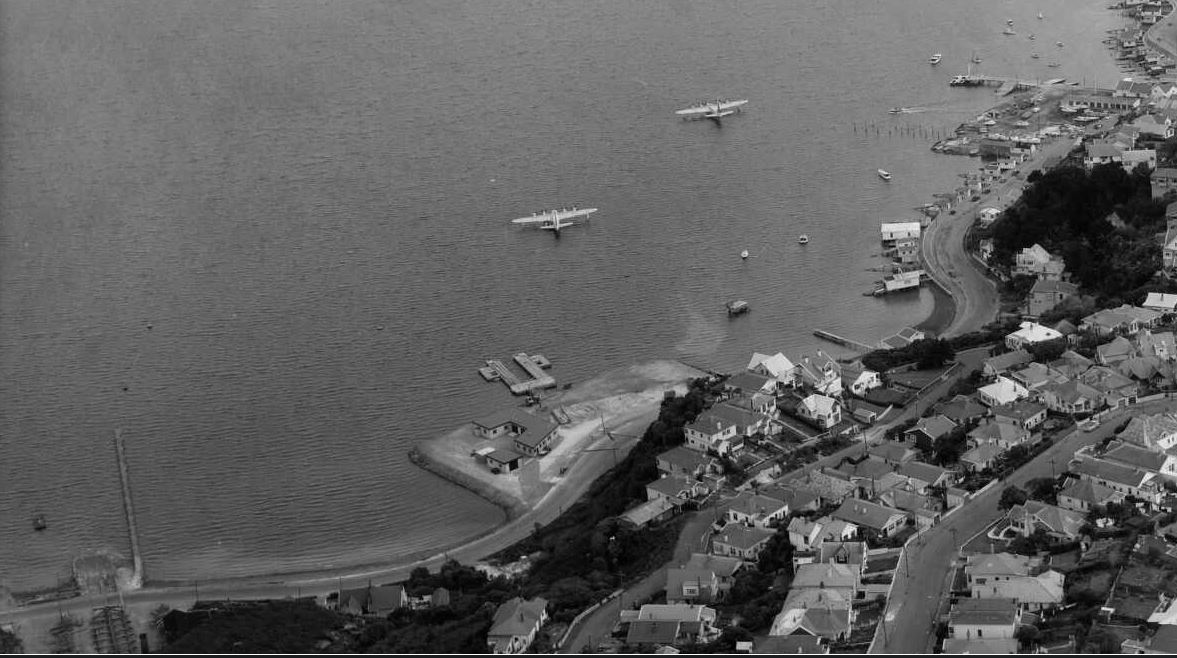
Un pontón Braby en La bahía Evans en Wellington, Nueva Zelanda.
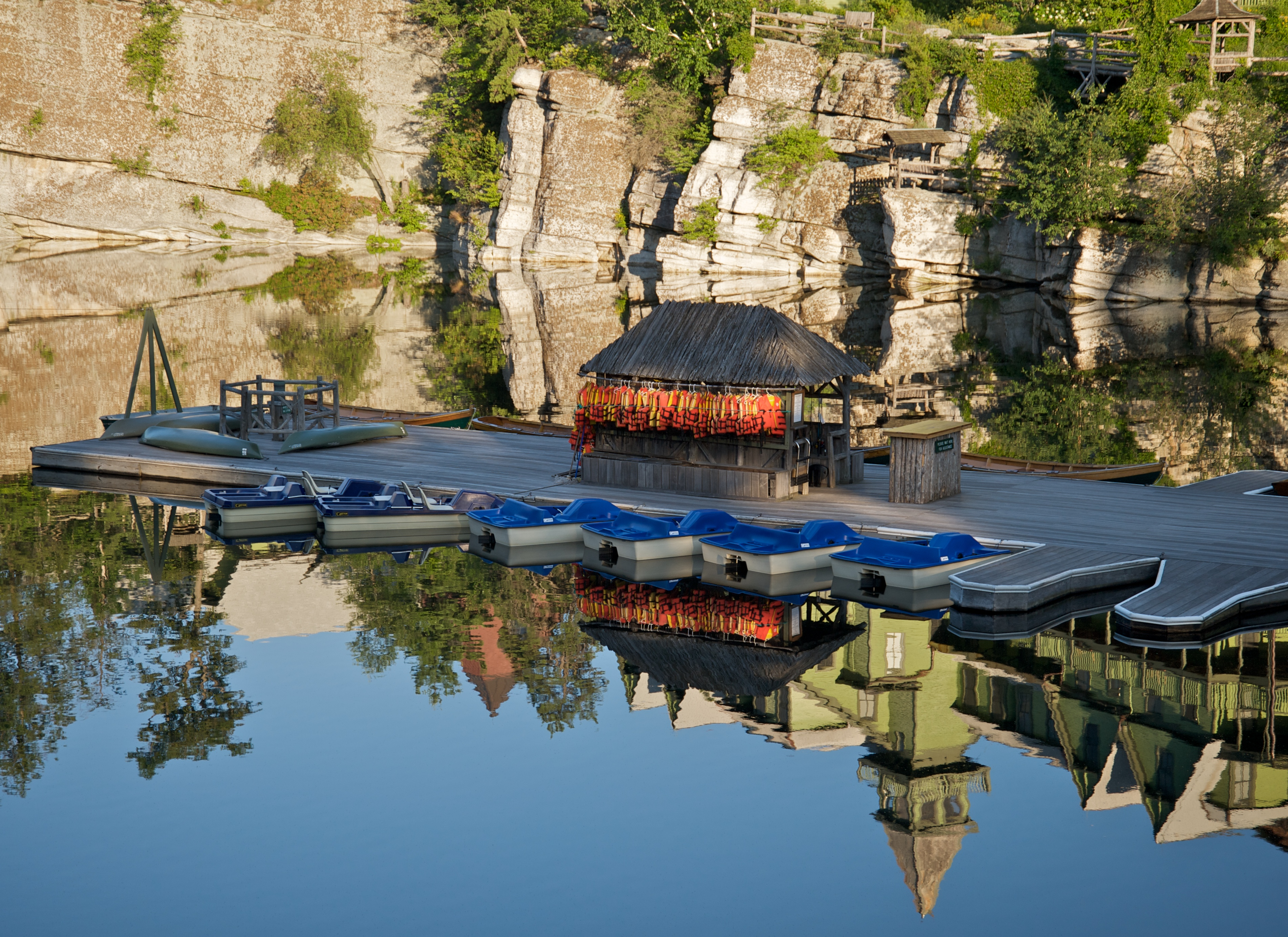
Un pantalán flotante en la casa de montaña Mohonk
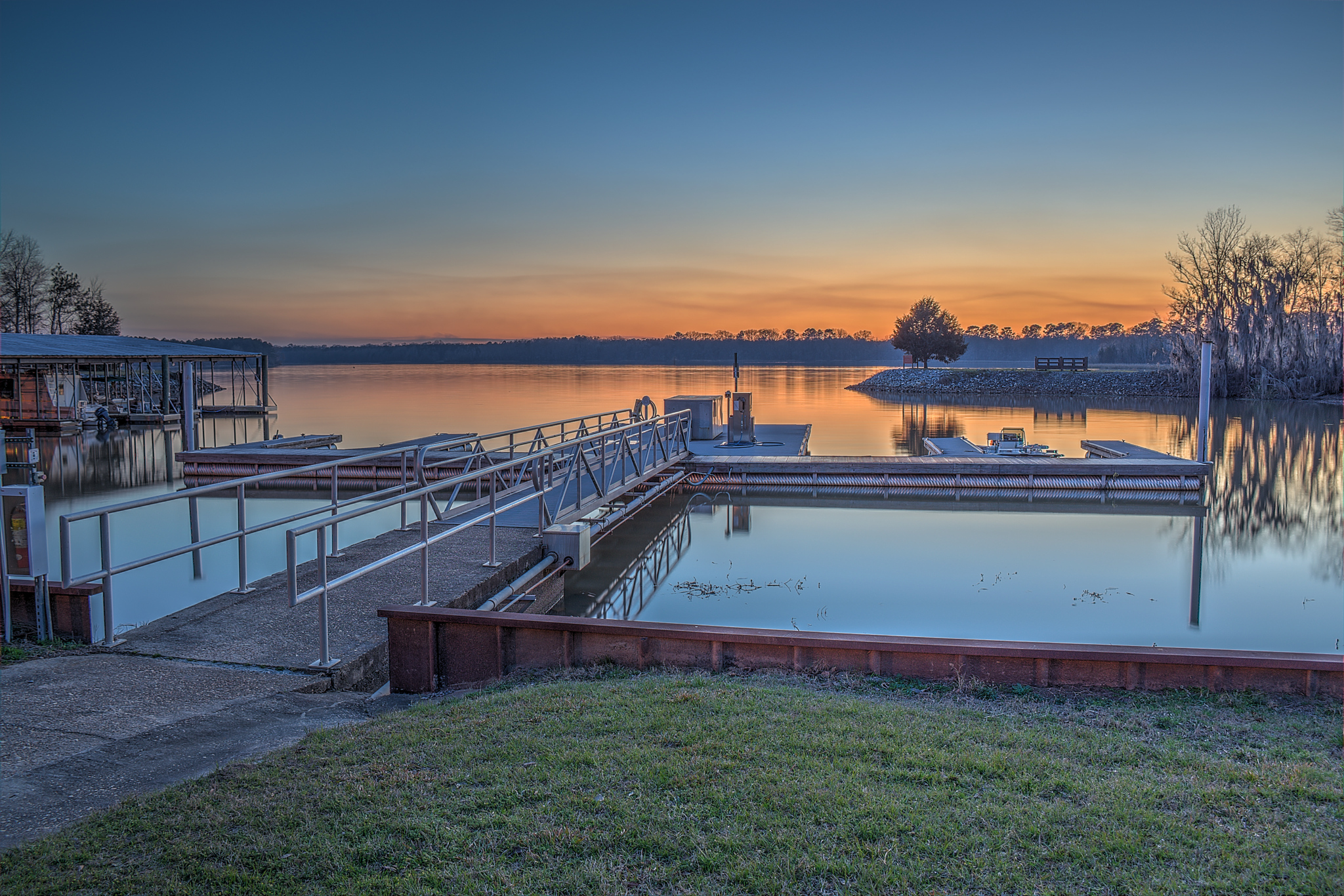
Un pantalán flotante en el parque estatal Florencia Marina
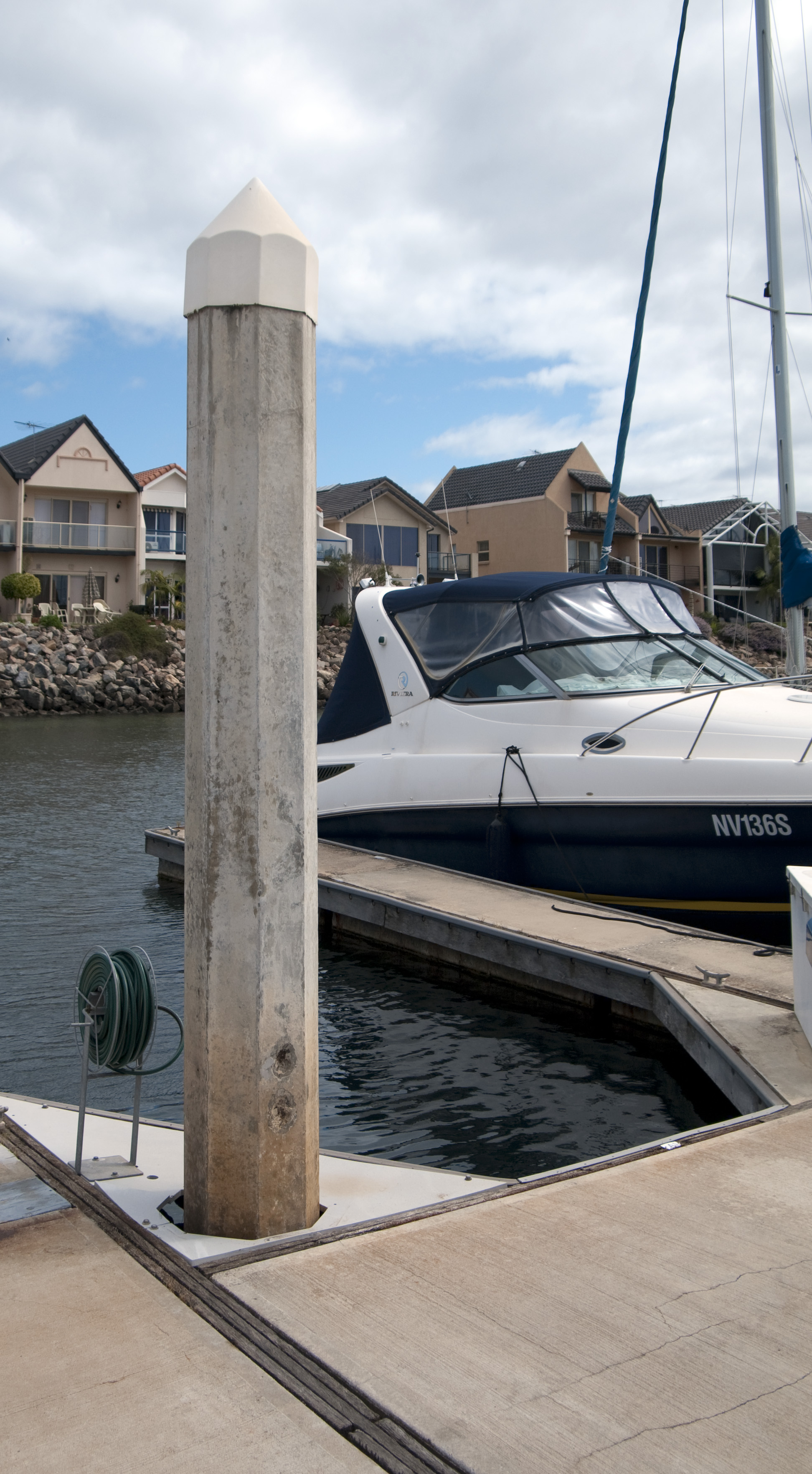
Un pantalán flotante en un puerto deportivo privado. El "puente" vertical solo ancla las secciones del pantalán en su lugar y no proporciona soporte estructural para las cargas sobre el muelle.
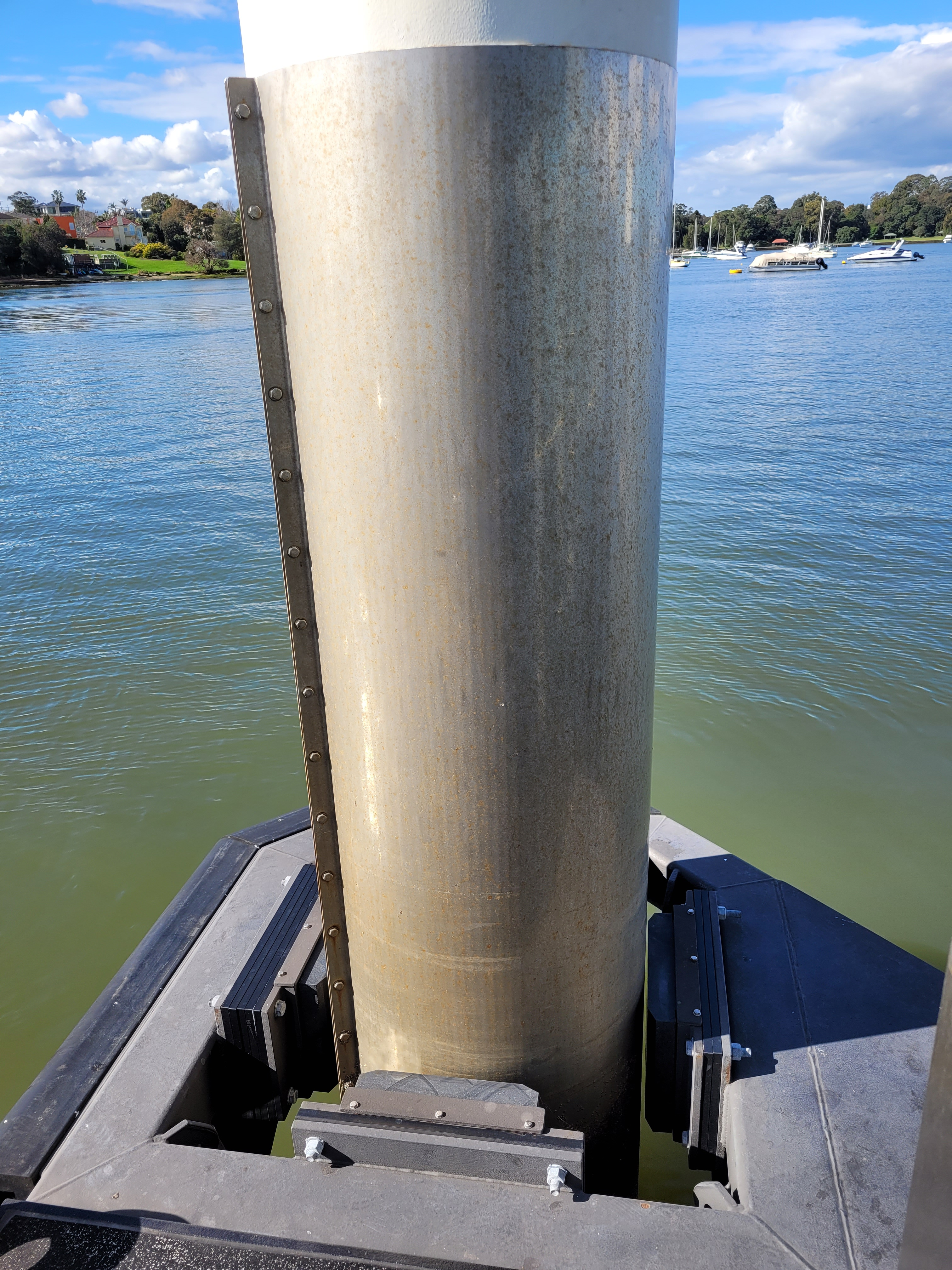
Un pontón en Sídney